# Chrysopida multisulcata
Chrysopida multisulcata es un coleóptero de la familia Chrysomelidae.
Fue descrita científicamente en 1995 por Medvedev.